# Roter Regen in Kerala

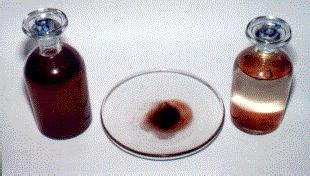
Wasserproben des Roten Regens in Kerala

Der Rote Regen in Kerala war ein Regenereignis in Kerala, Indien, bei dem roter Regen fiel. Das Phänomen ereignete sich mehrmals zwischen dem 25. Juli und dem 23. September 2001. Offizielle Untersuchungen gehen von einem Blutregen aus, verursacht durch eine Algenart der Familie Trentepohliaceae. Forscher wie Chandra Wickramasinghe, Milton Wainwright und der Physiker Godfrey Louis halten ein astronomisches Ereignis für möglich, bei dem ein extraterrestrisches Objekt, wie ein Meteor in der Erdatmosphäre zerbrach und dabei außerirdisches Material einbrachte.
Aus Sri Lanka sind ähnliche Regenereignisse aus dem Jahre 2012 bekannt.